# Zingiber castaneum
Zingiber castaneum là một loài thực vật có hoa trong họ Gừng. Loài này được Jana Leong-Škorničková và Nguyễn Quốc Bình miêu tả khoa học đầu tiên năm 2015.

## Mẫu định danh
Mẫu định danh: Nguyễn Quốc Bình & Trần Hữu Đăng VNM-B 1370; thu thập ngày 11 tháng 9 năm 2011 ở cao độ 397 m, tọa độ 20°21′28″B 105°34′53″Đ / 20,35778°B 105,58139°Đ, đường mòn Cây Sấu Cổ Thụ, Vườn quốc gia Cúc Phương, tỉnh Ninh Bình, Việt Nam. Mẫu holotype lưu giữ tại Vườn Thực vật Singapore (SING), mẫu isotype lưu giữ tại Bảo tàng Tự nhiên Quốc gia Việt Nam ở Hà Nội (VNMN).

## Phân bố
Loài đặc hữu Vườn quốc gia Cúc Phương, Việt Nam. Loài cây thảo thân rễ này mọc trong rừng lá rộng thường xanh, ở khu vực chuyển tiếp sang đá vôi, ở cao độ khoảng 400 m. Bắt đầu ra hoa vào tháng 7 và kéo dài đến tháng 9.

## Mô tả
Với cụm hoa đầu cành, nó thuộc về tổ Dymczewiczia. Cây thảo, cao đến 1 m. Lá không cuống, xanh lục tươi, 20-25 x 7-7,8 cm, phiến lá hình bầu dục, đầu nhọn, gốc gần tròn; lưỡi bẹ hình trứng, trắng trong, dài 5–7 mm, nhẵn nhụi. Các lá bắc màu xanh lục (trưởng thành ngả sang màu vàng), không lợp lên nhau, đính thưa trên trục cụm hoa. Cụm hoa đầu cành có lá. Đài hoa trắng trong, ống tràng màu trắng, các thùy tràng và hai nhị lép bên màu vàng; cánh môi màu tía, mép phía đầu có các đốm trắng.